# وارن‌فورد
وارن‌فورد (به انگلیسی: Warnford) یک روستا و محله مدنی در بریتانیا است که در وینچستر واقع شده‌است. وارن‌فورد ۲۲۰ نفر جمعیت دارد.